# Мастерская революционного слова

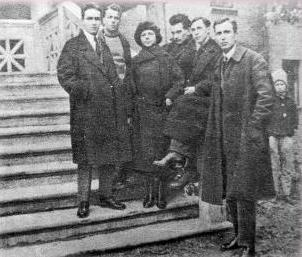
Слева направо: Борис Антоненко-Давидович, Григорий Косынка, Мария Галич, Евгений Плужник, Валерьян Пидмогильный, Феодосий Осьмачка. Киев, улица Владимирская, 49, 1925 год.

Мастерская революционного слова, МАРС (укр. Майстерня Революційного Слова) — литературное объединение украинских писателей и поэтов. Основано в 1924 году в Киеве под названием «Звено» («Ланка»), переименовано в 1926 году. К объединению принадлежали Борис Антоненко-Давидович, Иван Багряный, Гордей Брасюк, Мария Галич, Григорий Косынка, Тодось Осьмачка, Валерьян Пидмогильный, Евгений Плужник, Борис Тенета, Дмитрий Фальковский и др. Объединение отвергало политическое приспособление, поэтому преследовалось компартийными органами. В 1928 вынужденно прекратило существование. Участники позднее были репрессированы.

## История
Летом 1924 г. «Звено» выделилось из многоликого «Асписа», объединявшего киевских писателей под руководством Н. Зерова.
Организация объединяла семь молодых киевских писателей. По свидетельству Б. Антоненко-Давидовича, «во главе был Валерьян Пидмогильный, организатор и душа „Звена“, который и дал этой группе имя, объединявшее нас, таких разных творческих личностей, в одно дружное сообщество». Название организации мотивировалась тем, что «ланчане» хотели своим творчеством «заполнить зияющую брешь, образовавшуюся в украинской литературе после больших катаклизмов, и вместе стать звеном в разорванной цепи».
Задача организации — правдиво отразить в художественных формах эпоху, как она синтезируется в творческом воображении, цель — товарищеское сотрудничество, взаимопомощь, защита авторских прав. Формами деятельности определялись студийная работа, отслеживание развития литературы советских республик и мировой литературы, перевод на украинский язык лучших образцов мировой литературы, участие в текущей прессе УССР, организация публичных вечеров, диспутов. В 1924 г. ассоциация участвовала в текущей работе УССР и издала сборник произведений всех своих членов, организовала 3 вечера. Свои литературные вечера «Звено» проводило в зале всенародной библиотеки Украинской академии наук (ныне актовый зал Жёлтого корпуса университета Т. Шевченко).
В. Пидмогильный и Б. Антоненко-Давидович представляли позицию «Звена» в литературной дискуссии 1925—26 гг.
7 ноября 1926 г. «Звено» реорганизовалось в МАРС (Мастерскую революционного слова). Целью организации было объединение революционных писателей и критиков Киева, а задачей — борьба с графоманией и высокомерием в литературе. Полагая в основу своей художественной работы «принципы коммунистической партии», МАРС предоставлял своим членам права пользоваться различными литературно-художественными средствами. В организацию вошли: Антоненко-Давидович, Брасюк, Галич, Качура, Косынка, Пидмогильный, Плужник, Тенета, Фальковский, Ярошенко. Позже присоединились Дмитрий Тась и Иван Багряный. С МАРСом связана деятельность издательства «МАССА».
В 1927 г. писатели МАРСа среди других сопровождают на Чернечу гору румынского писателя Панаита Истрати. В 1928 под внешним давлением МАРС распадается, но его сердцевину — семёрку «ланчан» и дальше объединяют не только дружеские отношения, но и общие взгляды на литературу, которые они хранят до конца жизни. С 1934 г. участники организации, за исключением Галич, были репрессированы, их имена и произведения на долгое время попали под запрет.

## Место и роль в литературе
В. Бер (Петров) пишет об организации: «Звено-МАРС для Киева была тем же, чем для Харькова ВАПЛИТЕ-Пролитфронт — главенствующей организацией, объединявшей подавляющее большинство писателей этого города», отмечая, что своим художественным весом группа не уступала ВАПЛИТЕ. И. Багряный в автобиографии утверждает, что МАРС воспринималась как киевский филиал ВАПЛИТЕ, а И. Кошеливец настаивает на художественной независимости киевской организации. В отличие от ВАПЛИТЕ, группа не отвергла достижений отечественной реалистической школы, не поддерживала игровые установки искусства и не воспринимала лингвистических экспериментов.